# الدوري البلغاري الممتاز 1978-79
الدوري البلغاري الممتاز 1978-79 (بالبلغارية: „А“ група 1978/79)‏ هو الموسم 55 من الدوري البلغاري الممتاز. أشرف على تنظيمه اتحاد بلغاريا لكرة القدم، وكان عدد الأندية المشاركة فيه 16، وفاز فيه ليفسكي صوفيا.